# Lorenzo Casè
Lorenzo Casè (ur. 18 kwietnia 1974 w Mortarze) – włoski kierowca wyścigowy.

## Kariera
Casè rozpoczął karierę w wyścigach samochodowych w 2002 roku od startów w Renault Sport Clio Trophy. Z dorobkiem 42 punktów został sklasyfikowany na dziewiątej pozycji w końcowej klasyfikacji kierowców. W późniejszych latach Włoch pojawiał się także w stawce Italian GT Championship, FIA GT Championship, FIA GT3 European Championship, Ferrari Challenge Europe – Trofeo Pirelli, International GT Open, Ferrari Challenge Italy – Trofeo Pirelli, GT4 European Cup, Le Mans Series, Trofeo Maserati Europe, 24H Dubai, Superstars GT Sprint, FIA World Endurance Championship, 24-godzinnego wyścigu Le Mans, European Le Mans Series oraz United Sports Car Championship.